# 任英
任英（1433年—？年），字光弼，浙江杭州府錢塘縣人，明朝政治人物。

## 生平
治《春秋》，成化元年（1465年）舉乙酉科浙江鄉試第六十五名，成化二年（1466年）聯捷丙戌科第三甲第五十二名進士。

## 家族
曾祖任仲祥，祖任德，父任忠，母朱氏。